# Christo Terzijski
Christo Terzijski, bułg. Христо Терзийски (ur. 31 lipca 1968 w Kiustendile) – bułgarski policjant, dyrektor generalny bułgarskiej policji, w latach 2020–2021 minister spraw wewnętrznych.

## Życiorys
Ukończył studia na Uniwersytecie Technicznym w Sofii. Został zawodowym funkcjonariuszem Policji, w 1996 dołączając do SDWR – stołecznej dyrekcji spraw wewnętrznych. Pracował w sektorze do spraw przestępczości narkotykowej (w tym jako szef sektora) oraz w sektorze policji kryminalnej (w tym jako zastępca szefa wydziału). W 2009 powołany na wicedyrektora SDWR. W 2015 został dyrektorem generalnym bułgarskiej policji.
W 2018 wykonywał obowiązki sekretarza generalnego Ministerstwa Spraw Wewnętrznych. W lipcu 2020 zastąpił Mładena Marinowa na stanowisku ministra spraw wewnętrznych w trzecim rządzie Bojka Borisowa. Funkcję tę pełnił do maja 2021.
W kwietniu 2021 z ramienia partii GERB uzyskał mandat posła do Zgromadzenia Narodowego 45. kadencji. Z powodzeniem ubiegał się o reelekcję w kolejnych wyborach z lipca 2021, listopada 2021, października 2022, kwietnia 2023, czerwca 2024 i października 2024.